# Barátok közt (4. évad)
A Barátok közt 4. évadát (2001. augusztus 27. – 2002. július 26.) 2001-ben kezdte sugározni az RTL Klub.

## Szereplők az évadban

### Főszereplők
- Balassa Imre (Kinizsi Ottó)
- Berényi András (R. Kárpáti Péter)
- Berényi Claudia (Ábrahám Edit)
- Berényi Dani (Váradi Zsolt)
- Berényi Kata (Juga Veronika)
- Berényi Miklós (Szőke Zoltán)
- Berényi Zsuzsa (Csomor Csilla)
- Dr. Balogh Nóra (Varga Izabella) (2001. szeptemberig, 2002. áprilistól)
- Hoffer Eszter (Konta Barbara)
- Hoffer József (Körtvélyessy Zsolt) (2002. júniusig, Dobi Julival vidékre költöztek)
- Hoffer Mihály (Halász Gábor)
- Kertész Géza (Németh Kristóf)
- Kertész Magdi (Fodor Zsóka)
- Kertész Mónika (Farkasházi Réka)
- Kertész Vilmos (Várkonyi András)
- Mátyás Tilda (Erdélyi Tímea)
- Novák Éva (Csapó Virág)
- Novák László (Tihanyi-Tóth Csaba)
- Szilágyi Andrea (Deutsch Anita) (2001. szeptembertől)
- Szilágyi Lóránt (Magyar Bálint) (2001. szeptembertől)
- Szilágyi Pál (Bruckmann Balázs) (2001. szeptembertől)

### További szereplők
- Szilágyi Tamás (Bognár Zsolt) (2001. októbertől)
- Dr. Fenyvessy Sándor (Oberfrank Pál) (2001. szeptemberig, november-december)
- Novák Csaba (Kővári Tamás) (2001. novemberig)
- Pintér Balázs (Nikolényi Gergely) (2001. április-július)
- Szabó Csilla (Timkó Eszter) (2002. januárig)
- Szántó Róbert (D. Tóth András)
- Kocsis Bernadett (ál - Berényi Ágnes) (Szabó Margaréta) (2002. február-május)
- Szokolay Albert (Hujber Ferenc) (2002. márciustól)
- Kozák Luca (Fényes Erika) (2002. áprilistól)
- Berényi Bandi (Mile Tamás Zoltán)
- Boncz Fábián (Ömböli Pál)